# Viktor Böhmert

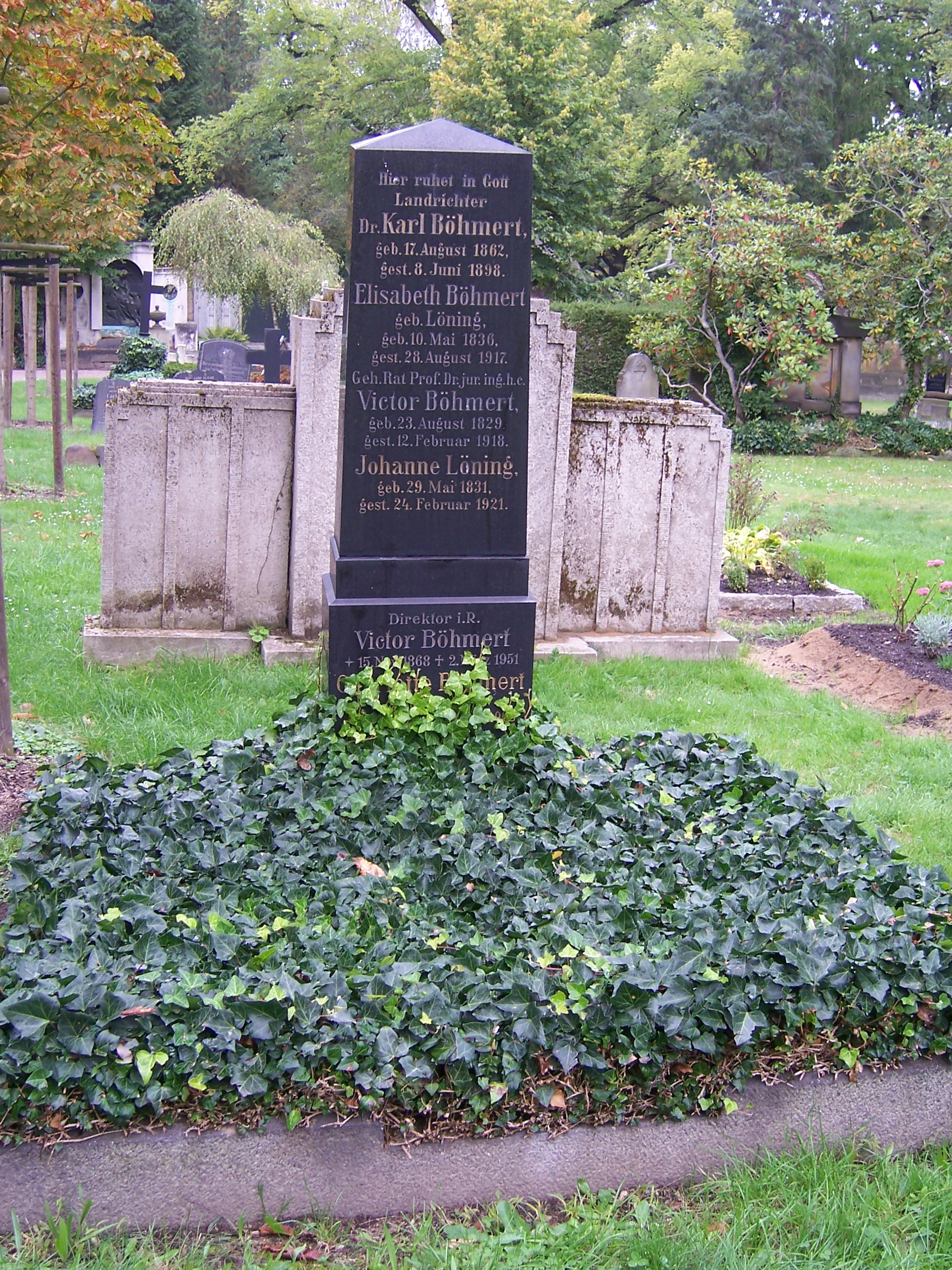
Böhmerts grav på Johannisfriedhof i Dresden.

Karl Viktor Böhmert, född 23 augusti 1829 i Quesitz (numera tillhörande Markranstädt) vid Leipzig, död 12 februari 1918 i Dresden, var en tysk nationalekonom och statistiker.
Böhmert blev 1856 redaktör för "Bremer Handelsblatt" och utbytte 1860 denna ställning mot befattningen som syndikus vid handelskammaren i Bremen. År 1866 flyttade han till Zürich som professor i nationalekonomi och återvände 1875 till sitt hemland som direktör för kungariket Sachsens statistiska byrå (varmed följde ledningen av byråns tidskrift och årsbok) samt professor vid tekniska högskolan i Dresden; den förra av dessa två befattningar lämnade han 1895. 
I tal och skrift utvecklade Böhmert en betydande verksamhet på olika områden, särskilt arbetarfrågan, fattigvården, nykterhets-, sedlighets- och kvinnofrågorna; mest känd torde han vara genom sin iver för vinstandelssystemet. Till sin allmänna åskådning var han socialliberal, med sympati för frihandeln och arbetarklassens höjande, vilket han vill åstadkomma genom enskilt initiativ och individens moraliska utveckling; i metodiskt avseende arbetade han särskilt för social statistik. Av hans allmänna uppfattning betingas dels hans initiativ (1857) till den liberala "Kongress deutscher Volkswirte", dels hans arbete i flera föreningar, främst "Centralverein für das Wohl der arbeitenden Klassen". Han utgav denna förenings publikationer, av vilka "Der Arbeiterfreund" (som han redigerade från 1873) var den främsta och det egentliga organet för hans sociala strävanden.